# 1937 في المملكة المتحدة
فيما يلي قوائم الأحداث التي وقعت خلال عام 1937 في المملكة المتحدة.

## سياسة

### تعيين في المنصب
- 27 مايو – نيفيل تشامبرلين زعيم حزب المحافظين (المملكة المتحدة)،رئيس وزراء المملكة المتحدة.
- 28 مايو – صمويل هور وزير الدولة للشؤون الداخلية [الإنجليزية]‏.

### انتهاء فترة المنصب
- 1 يناير – إدوارد وود اللورد أمين الختم الكنيف [الإنجليزية]‏.
- 28 مايو – ستانلي بلدوين زعيم حزب المحافظين (المملكة المتحدة)، رئيس وزراء المملكة المتحدة.
- 28 مايو – نيفيل تشامبرلين مستشار الخزانة.

## رياضة
- 1 يناير – بطولة ويمبلدون 1937

## ظهور
- 1 يناير – الشاهد الصامت كتاب من تأليف أجاثا كريستي.

## أفلام
من الأفلام التي صدرت هذه السنة في المملكة المتحدة:
- 1 يناير – شابة بريئة من إخراج ألفريد هتشكوك.

## كتب
من الكتب التي صدرت هذه السنة في المملكة المتحدة:
- 1 يناير – السنوات من تأليف فرجينيا وولف.
- 1 يناير – الشاهد الصامت من تأليف أجاثا كريستي.
- 1 يناير – جريمة قتل في الإسطبلات من تأليف أجاثا كريستي.
- 21 سبتمبر – الهوبيت من تأليف جون ر. تولكين.

## مواليد

### يناير
- 1 يناير – جيمس غودفلوو مهندس بريطاني.
- 1 يناير – ديفيد سايدلر
- 8 يناير – شيرلي باسي مغنية من المملكة المتحدة.
- 12 يناير – شيرلي إيتون ممثلة من المملكة المتحدة.
- 24 يناير – تريفور إدواردز لاعب كرة قدم ويلزي.
- 30 يناير – فانيسا رديغريف

### فبراير
- 18 فبراير – دونالد بريثويت
- 25 فبراير – توم كورتيناي ممثل بريطاني.

### مارس
- 5 أغسطس – برايان مارسدن عالم فلك بريطاني.
- 9 مارس – بريان ريدمان سائق فورمولا 1 من المملكة المتحدة.
- 29 مارس – غوردون ميلن لاعب كرة قدم إنجليزي.

### أبريل
- 6 أبريل – تيرنس هارديمان ممثل بريطاني.
- 8 أبريل – توني بارتون لاعب ومدرب كرة قدم إنجليزي.
- 13 أبريل – إدوارد فوكس
- 16 أبريل – ديفيد اوليف فيزيائي بريطاني.
- 23 أبريل – بوبي كامبل لاعب ومدرب كرة قدم إنجليزي.

### مايو
- 1 مايو – أونا ستابس ممثلة بريطانية.
- 12 مايو – بريل بيرتون درّاجة طريق من المملكة المتحدة.

### يونيو
- 11 يونيو – ديفيد مومفورد رياضياتي أمريكي.
- 23 يونيو – بوبي كينيدي لاعب ومدرب كرة قدم اسكتلندي.

### يوليو
- 9 يوليو – ديفيد هوكني فنان بريطاني.
- 25 يوليو – بول كولينز ممثل إنجليزي.

### أغسطس
- 3 أغسطس – ستيفين بيركوف
- 5 أغسطس – الان هوارد ممثل بريطاني.
- 5 أغسطس – برايان مارسدن عالم فلك بريطاني.

### سبتمبر
- 1 سبتمبر – شيك كالدروود
- 4 سبتمبر – ليه ألين لاعب ومدرب كرة قدم إنجليزي.
- 24 سبتمبر – كيفين كونور
- 30 سبتمبر – غاري هوكينغ

### أكتوبر
- 1 أكتوبر – ماثيو كارتر
- 4 أكتوبر – جاكي كولينز
- 11 أكتوبر – بوبي تشارلتون لاعب ومدرب كرة قدم إنجليزي.
- 25 أكتوبر – ويلف ماكغوينس
- 27 أكتوبر – هاري سكوت ملاكم من المملكة المتحدة.
- 29 أكتوبر – ألان بيكوك لاعب كرة قدم إنجليزي.

### نوفمبر
- 8 نوفمبر – موريس كايل لاعب كرة قدم إنجليزي.
- 17 نوفمبر – بيتر كوك ممثل بريطاني.
- 18 نوفمبر – دوغ سميث لاعب كرة قدم من المملكة المتحدة.
- 30 نوفمبر – توم سيمبسون درّاج طريق من المملكة المتحدة.
- 30 نوفمبر – ريدلي سكوت مخرج ومنتج أفلام إنجليزي.

### ديسمبر
- 26 ديسمبر – جون هورتون كونواي رياضياتي بريطاني.
- 30 ديسمبر – غوردون بانكس لاعب كرة قدم إنجليزي.
- 31 ديسمبر – أنتوني هوبكنز

## وفيات

### يناير
- 1 يناير – توم سميث (مواليد 1876) لاعب كرة قدم من المملكة المتحدة.

### فبراير
- 20 فبراير – بيرسي كوكس (مواليد 1864)

### مارس
- 13 مارس – إليهو طومسون (مواليد 1853)
- 17 مارس – أوستن شامبرلين (مواليد 1863) سياسي بريطاني.

### يونيو
- 11 يونيو – ريجنالد ميتشيل (مواليد 1895)
- 19 يونيو – جيمس ماثيو باري (مواليد 1860) كاتب اسكتلندي.

### يوليو
- 4 يوليو – جورج ميتشيل (مواليد 1867) سياسي من المملكة المتحدة.
- 18 يوليو – جوليان بيل (مواليد 1908) كاتب بريطاني.

### أغسطس
- 8 أغسطس – جيمي غوثري (مواليد 1897) متسابق دراجات نارية من المملكة المتحدة.
- 14 أغسطس – بروس سميث (مواليد 1851) سياسي أسترالي.
- 27 أغسطس – ليونيل وولتر دي روتشيلد (مواليد 1868) سياسي بريطاني.

### سبتمبر
- 1 سبتمبر – جون فراير كين (مواليد 1854) مستكشف بريطاني.
- 10 سبتمبر – برنت هيلمان ستريتر (مواليد 1874) ثيولوجي من المملكة المتحدة.
- 21 سبتمبر – كريستال ماكميلان (مواليد 1872)

### أكتوبر
- 3 أكتوبر – بادن بادن باول (مواليد 1860)

### نوفمبر
- 9 نوفمبر – رامزي ماكدونالد (مواليد 1866)
- 10 نوفمبر – إدوارد ليمينجتون نيكولز (مواليد 1854) فيزيائي أمريكي.

### ديسمبر
- 10 ديسمبر – روبرت بولدر (مواليد 1859)